# 4،2-ثنائي كلورو الكحول البنزيلي
4,2-كحول بنزيل ثنائي الكلور هو معقم متوسط القوة يستطيع قتل البكتيريا والفيروسات المتعلقة بعدوى الفم والحلق. يشيع استخدام هذه المادة في أقراص الاستحلاب للحلق مثل ستربسلز، ولورسيبت، وجوربيلز. وُجد أن حبوب الاستحلاب للحلق ذات الأس الهيدروجيني المنخفض والتي تحتوي على كحول بنزيل ثنائي الكلور (1.2 مجم) ومادة الأميل ميتا كريسول (0.6 مجم) يُمكنها أن توقف تأثير الفيروس التنفسي المخلوي البشري، والالتهاب الرئوي اللانمطي الحاد، ولكن ليس لها تأثير على الفيروسات الغدانية، والفيروس الأنفي. ويُمكن لمنتجات العناية بالأسنان التي تحتوي على 10% بنزوات الصوديوم و0.3% كحول البنزيل ثنائي الكلور أن تحتفظ بتأثيرها المضاد للميكروبات لمدة من 5 إلى 10 دقائق بعد غسيل الأسنان. 